# لو شاتليه سور سورمون
لو شاتليه سور سورمون هي بلدية فرنسية تقع في إقليم الأردين في منطقة غراند إيست. 

## الأماكن والمعالم الأثرية

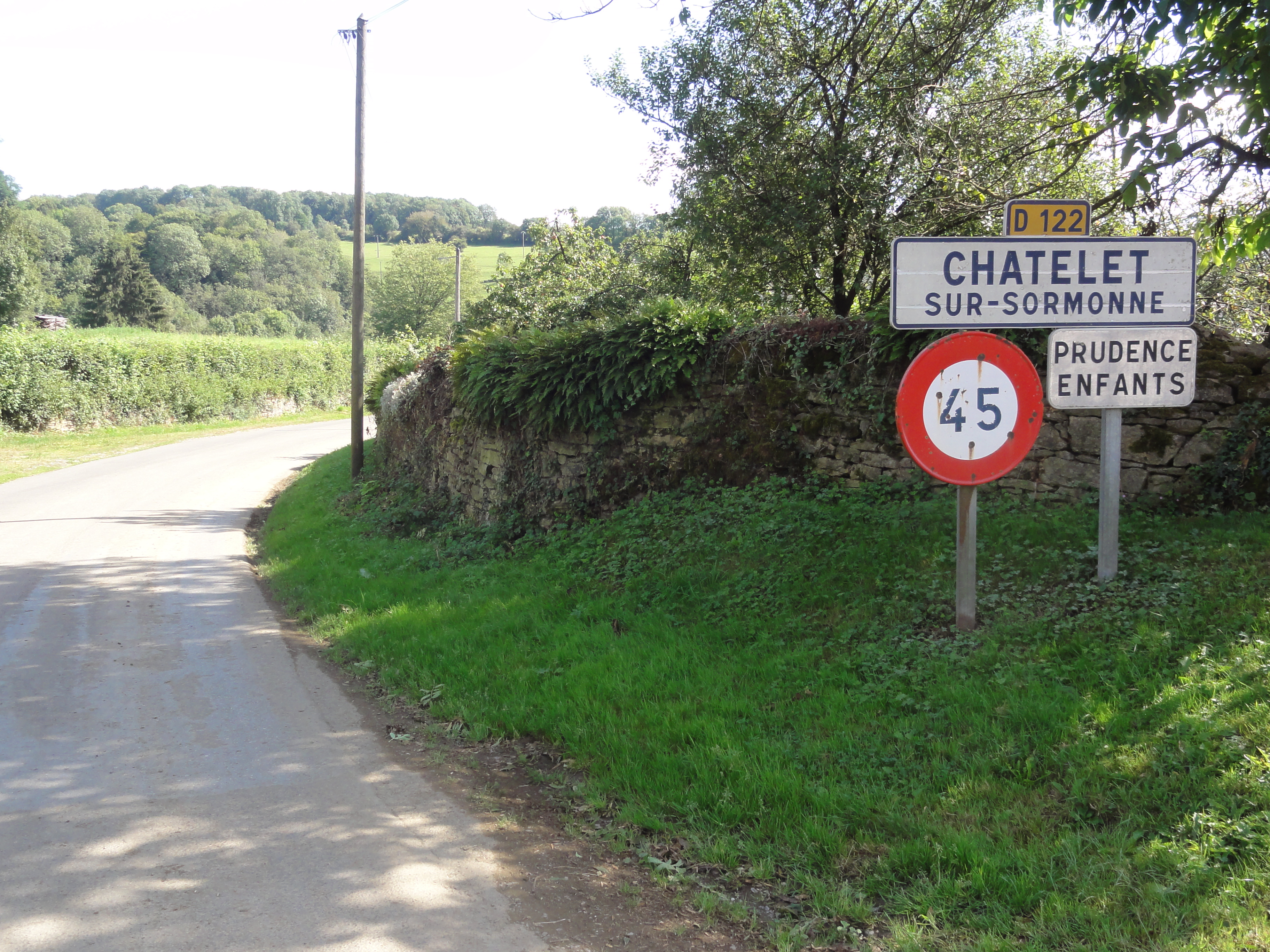
مدخل القرية.
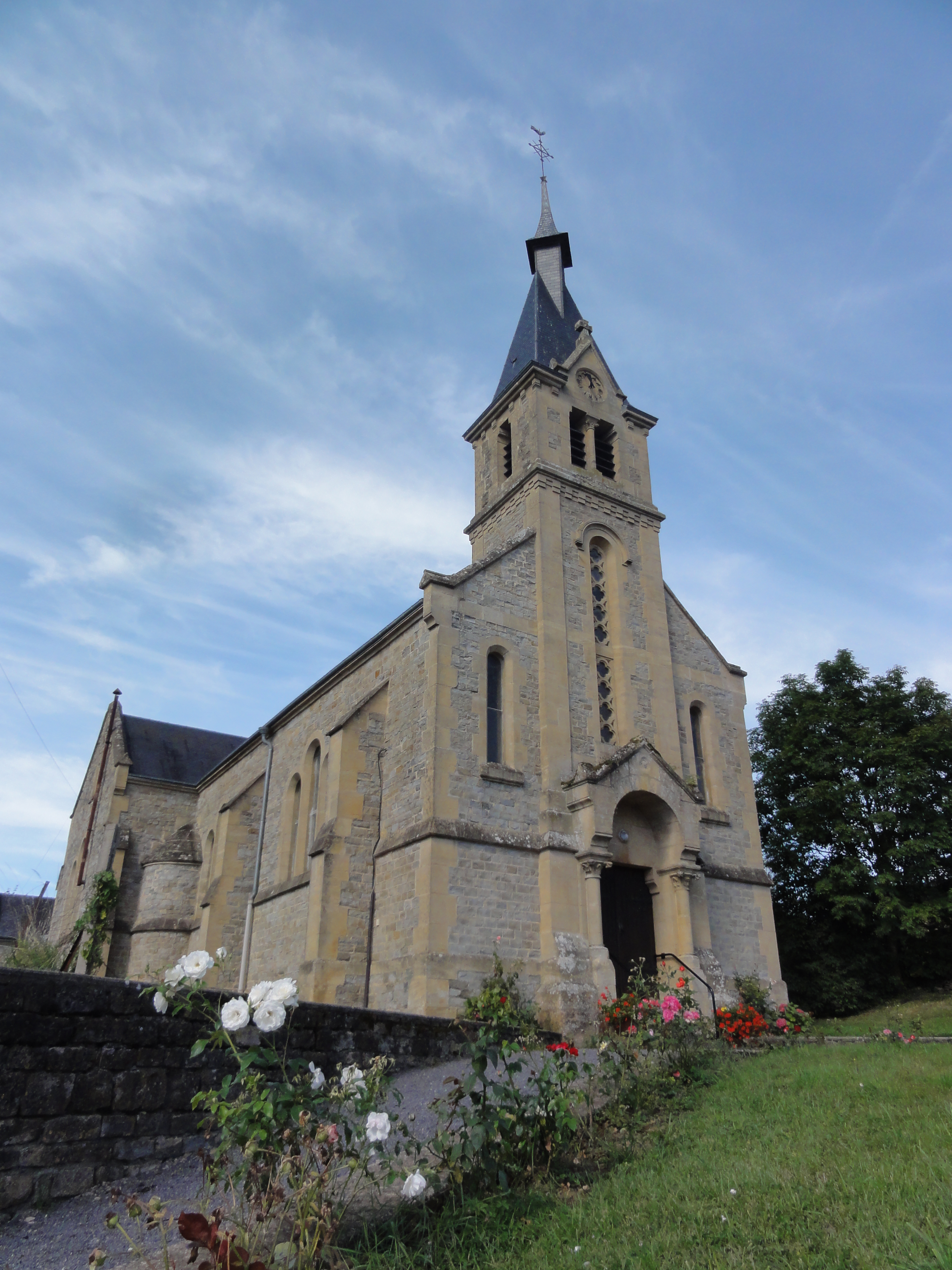
الكنيسة.
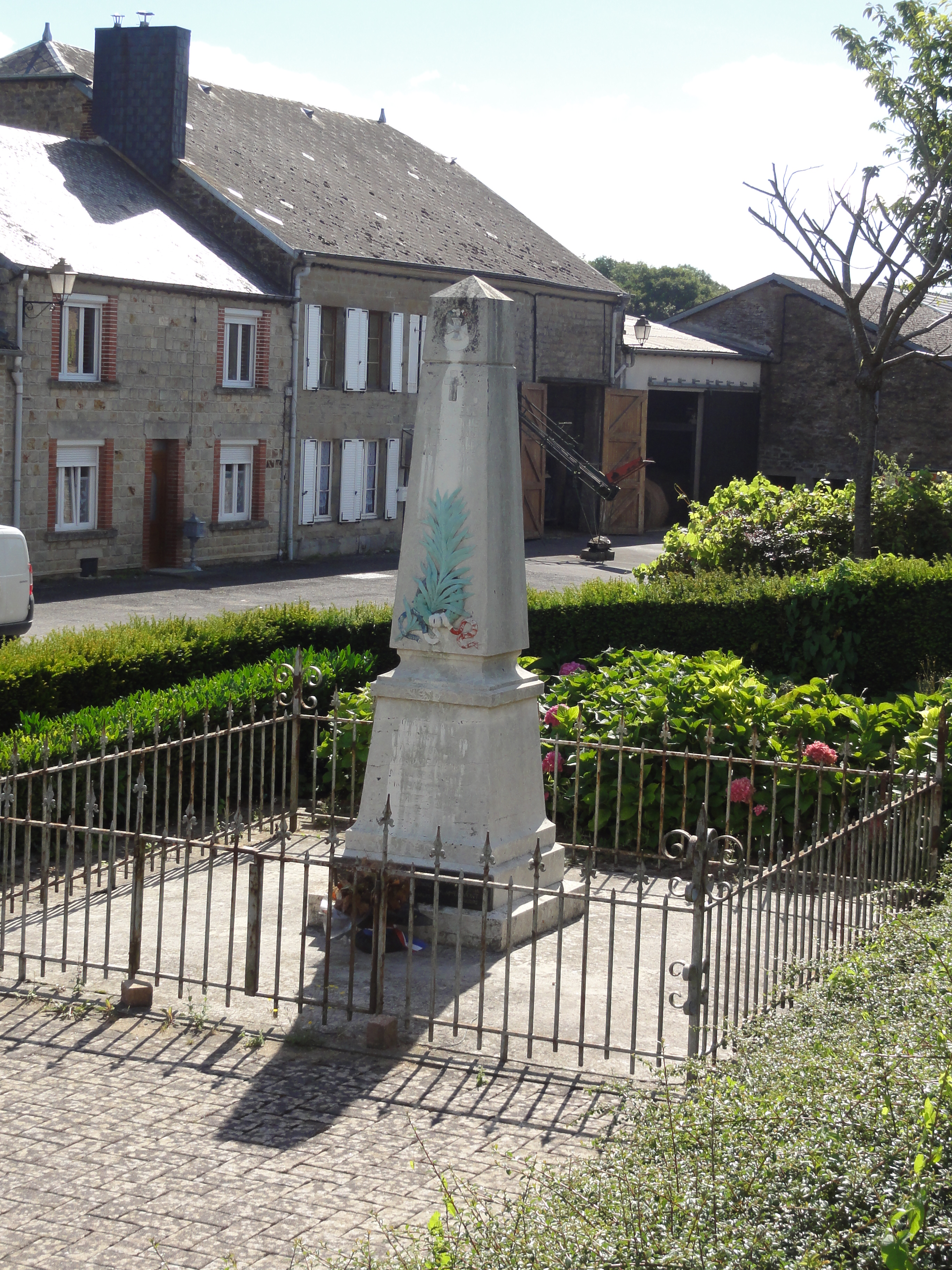
معلم أثري للموتى.
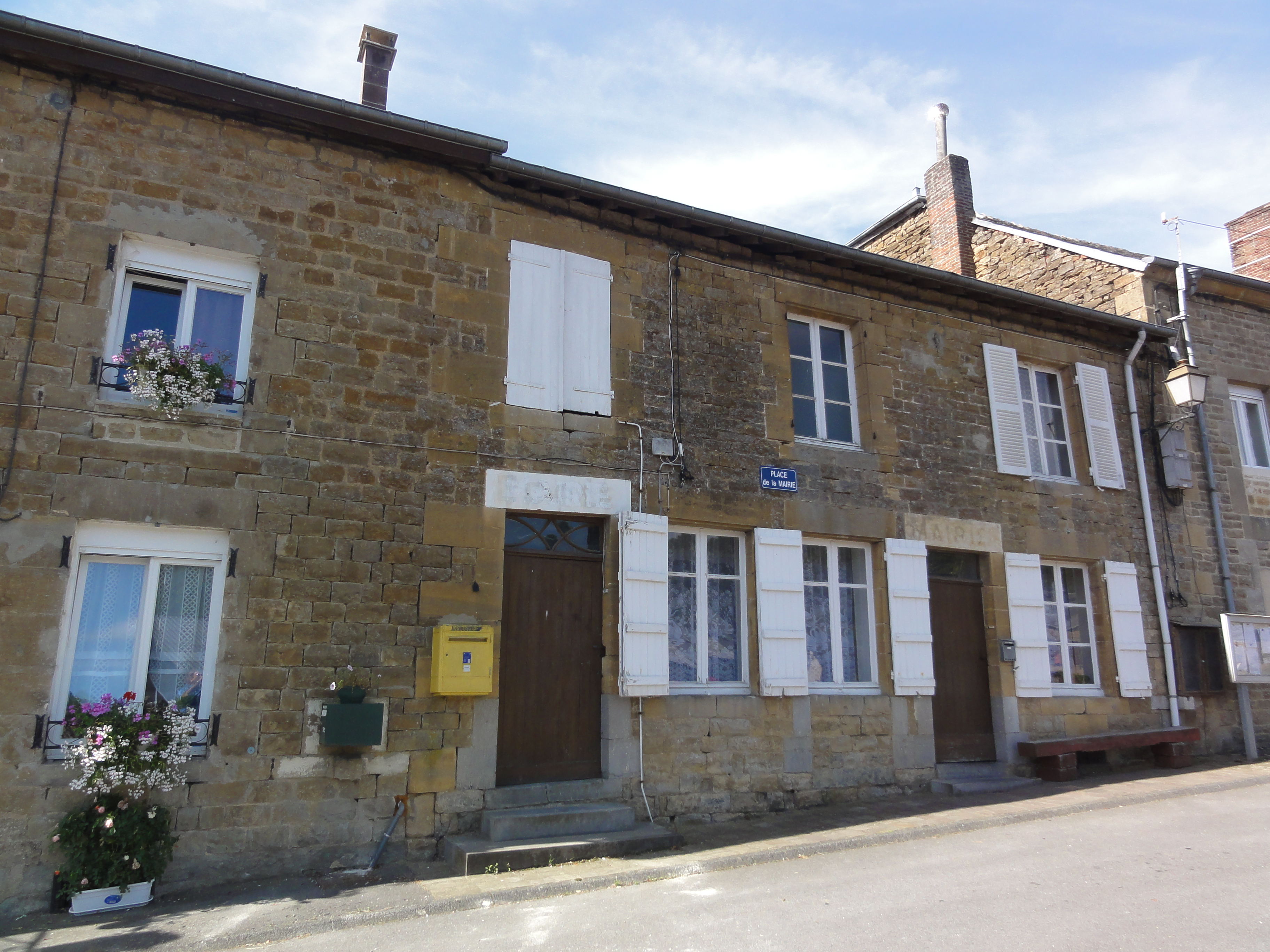
مدارس البلدية السابقة.